# Lasioglossum quadrinotatiforme
Lasioglossum quadrinotatiforme är en biart som beskrevs av Ebmer 1980. Lasioglossum quadrinotatiforme ingår i släktet smalbin, och familjen vägbin. Inga underarter finns listade i Catalogue of Life.